# Obren Petrović

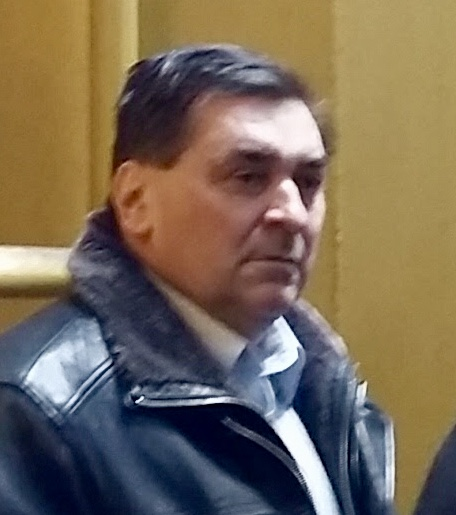
Obren Petrović, 2017

Obren Petrović (* 11. Mai 1957 in Doboj) ist ein Politiker aus Doboj, Bosnien und Herzegowina. Petrović ist Mitglied der Srpska Demokratska Stranka und dient derzeit als Bürgermeister von Doboj. 

## Leben
Petrović absolvierte die Grund- und Mittelschule in Doboj und später die Fakultät für Politikwissenschaften in Zagreb mit einem Abschluss in Politikwissenschaft. Er arbeitete während der gesamten Zeit seines Berufslebens in der Polizeiwache Doboj und war bis zu seiner Ernennung zum Bürgermeister der Gemeinde im Jahr 2002 Leiter der Katastrophenschutzabteilung der Gemeinde Doboj. Die Nationalversammlung der Republika Srpska verabschiedete im Juli 2012 das Gesetz über die Stadt Doboj, das die Gemeinde Doboj zur Stadt erhob, wodurch Obren Petrović zum ersten Bürgermeister von Doboj wurde. Er wurde bisher in vier Wahlzyklen gewählt – von den Kommunalwahlen in den Jahren 2004 und 2008, als er die Mandate des Bürgermeisters der Stadtverwaltung erhielt, zu den Wahlen von 2012 und 2016, als er zum Bürgermeister von Doboj gewählt wurde.